# Thomas Welsh
Thomas Clark Welsh (ur. 3 lutego 1996 w Torrance) – amerykański koszykarz występujący na pozycji środkowego, od 2023 zawodnik Levanga Hokkaido Sapporo.
W 2014 wystąpił w meczu gwiazd amerykańskich szkół średnich – McDonald’s All-American. Rok później wziął także udział w turnieju Adidas Nations Counselors.
1 stycznia 2019 trafił z Capital City Go-Go do Iowa Wolves. 9 sierpnia podpisał umowę z Charlotte Hornets. 10 października opuścił klub. 
26 czerwca 2023 został zawodnikiem japońskiego Levanga Hokkaido Sapporo. 

## Osiągnięcia
Stan na 11 października 2019, na podstawie, o ile nie zaznaczono inaczej.
NCAA
- Uczestnik rozgrywek:
  - Sweet 16 turnieju NCAA (2015, 2017)
  - turnieju NCAA (2015, 2017, 2018)
- Zaliczony do:
  - I składu turnieju Pac-12 (2018)
  - II składu:
    - Pac-12 (2018)
    - Pac-12 All-Academic (2016, 2017)

  - składu honorable mention:
    - Pac-12 All-Academic (2018)
    - Pac-12 (2017)

Drużynowe
- Mistrz Belgii (2021)
- Zdobywca:
  - Pucharu Belgii (2021)
  - Superpucharu Belgii (2021)

Reprezentacja
- Mistrz świata U–19 (2015)